# 盛久寺 (恵那市)
盛久寺（せいきゅうじ）は、岐阜県恵那市山岡町馬場山田にある曹洞宗の寺院。山号は東巌山。本尊は如意輪観音。

## 歴史
諸国遍歴中の三河宝飯郡の僧、石室善玖（全玖）が、当地の穏やかな佇まいを愛し、現在の盛久寺の辺りに白雲庵を結んだのは、戦国時代の末期で戦火も収まった頃であった。
当時、恵那郡の寺社は、天正2年（1574年）の武田勝頼による東濃侵攻による戦火でことごとく焼失し、仏の教えを受けるためには、岩村盛巌寺の體巌雲恕を訪ねるしかなかった。
この白雲庵の下に屋敷を持っていた豪農の後藤新右エ門は信仰心が厚く、村に一寺も無くなったことを悲しみ、寺の建立を以前から考えていたので、石室善玖を開山として白雲庵を寺とするように願った。
石室善玖は、師の體巌雲恕に開山となることを依頼し、この3人の協力によって慶長2年(1597年)白雲庵は東巌山盛久寺となった。

### 一世・體巌雲恕
一世の體巌雲恕は、尾張の清洲出身である。高僧としての誉れが高く、岩村藩主の松平乗寿に請われて盛巌寺の住職となった。體巌雲恕は、大井の長國寺も開山した。

### 二世・石室善玖（全玖）
盛久寺の二世ではあるが、事実上の開山者である石室善玖（全玖）は寛永初年、下手向村に普門寺を開山した。

### 三世・龍山長雲
三世の龍山長雲は、寛永2年（1625年）、久保原村に林昌寺を開山した。

### 四世・白峯林太
四世の白峯林太は、寛永10年（1633年）、土岐郡鶴里村細野に繁岳山 福昌寺を開山した。その後、寛永16年（1639年）には、鶴里村細野に東谷山 正宗寺を開山した。
また三河国設楽郡武節村に龍光院を開山した。

### 六世・快信祖慶
六世の快信祖慶は、山田村和田の出身である。堂宇の腐朽を悲しんで修復と再建を行った。大殿の修理、庫裡の移転、衆寮や山門の建築などを行い、貞享4年（1687年）には梵鐘の鋳造を行った。治工は名古屋の水野庄左エ門で、鐘の大きさは周囲7尺2寸、直径2尺3寸8分、厚さ2寸3分であった。

### 七世・雪原岩亮
七世の雪原岩亮は、上手向村の西尾氏の出で、名僧の聞こえがあり、岩村藩主の丹羽式部は岩村城中に招いて禅の教えを聞き、黄金の聖観音を献じたという。土岐郡の曽木村に仏徳寺を開山した。

### 八世・智唐亮禅
八世の智唐亮禅は、飯羽間村の出身である。享保13年（1728年）に後藤喜右エ門（喜平）の協力を得て、大殿の再建を果たし、衆寮・山門・長屋などの立て直しを行った。

### 十二世・自回厳道
十二世の自回厳道は、天明4年（1784年）に庫裡を造り、寛政6年（1794年）には衆寮禅堂を立て直し、土地の購入などもして寺運を盛にしたので重興と贈名された。久保原村の林昌寺を平僧地から法地に昇格させて、自ら法地一世となり、土岐郡細野村に福昌寺を開山した。自回厳道の頃には、田畑27石余、山林9か所、藪1か所を持ち、大殿をはじめとして寺の建物は次の通りの盛大さであった。
- 大殿：享保13年（1728年）に再建、四方附け下げの間口8間に奥行5間4尺、前に2間半に3尺の向拝が付き、後に2間に3間半の御影堂と3間5尺に2間の方丈。
- 庫裡：天明4年（1784年）の再建で、四方附け下げの10間3尺に5間。外に大殿への渡りが2間2尺4方。
- 衆寮と禅堂：寛政6年（1794年）の再建で、裏側の附け下げ共に、9間に2間4尺。
- 山門：2間半に2間
- 惣門：9尺に7尺5寸、両側に1間ずつの高塀
- 浄頭：1間に5尺
- 浴室：2間半に1間半
- 長屋：5間に2間
- 物置：2間半に2間
- 薪部屋：7間に1間1尺
- 灰屋：3間に2間

### 十五世・聯燈禅芳
十五世の聯燈禅芳は、土岐郡細野村に正宗寺を開いた。

### 十七世・堆慎獨光
十七世の堆慎獨光は、林昌寺七世から盛久寺に入った人物で、明治31年（1898年）に摂津の能勢妙見堂から妙見菩薩を勧請し、明治34年（1901年）には縮刷一切蔵経を購入するなどした。

## 臥龍梅
境内には、盛久寺を開山した體巌雲恕が手植した樹齢が四百数十年余の梅の木があり、その形容から臥龍梅と呼ばれている。中国から渡来した丹犀種という八重咲の紅梅である。明治初年に仏教学者の大内青巒が盛久寺に立ち寄った時に、臥龍梅の素晴らしさを讃えた五言絶句の掛軸が保管されている。
平成7年（1995年）に損傷が激しくなったため、恵那市長島町の「芳華園」主で造園樹木医の村上助九郎に依頼し、保護施行が完了した。

## 伝説
盛久寺は元は釜井の高台西端にあったが、火災に遭って現在地へ移転してきたという伝説がある。釜井にあった寺は釜井館の領主の菩提寺で、館と共に戦火に焼かれて滅亡したのであって、直接盛久寺と関係があったわけではない。

## 本寺
- 盛巌寺（恵那市岩村町）

## 末寺
盛久寺は、盛巌寺の末寺でありながらも6か寺を開いて末寺とし、武儀郡下有知村の龍泰寺の配下となった。
- 林昌寺（岐阜県恵那市山岡町久保原）
- 普門寺（岐阜県恵那市山岡町下手向）
- 正宗寺（岐阜県土岐市細野）
- 福昌寺（岐阜県土岐市細野）
- 仏徳寺（岐阜県土岐市曽木）
- 龍光院（愛知県豊田市桑原町）